# Pygoscelis
Pygoscelis (Wagler, 1832) es el género de pingüinos (familia Spheniscidae) que incluye a los pequeños pingüinos sin cresta del antártico y subantártico. En este género se incluyen tres especies existentes (P. papua, P. antarctica y P. adeliae) y tres especies fósiles (P. tyreei, P. calderensis y P. grandis).

## Hábitat y rango de distribución
Actualmente, el género Pygoscelis posee una distribución circumpolar restringida a áreas antárticas y subantárticas, siendo P. papua la especie cuya distribución se extiende más hacia el norte, alcanzando la costa atlántica de América del Sur (hasta los 43°S) y las islas al sur de Nueva Zelanda. Sin embargo, la mayoría de las especies anidan en las islas subantárticas y el continente antártico.

## Filogenia y paleoespecies
La mayor parte de los análisis filogenéticos soportan la monofilia del género y sugieren una posición próxima a la base de la corona Spheniscidae, junto con el género Aptenodytes. En base al análisis de múltiples genes se ha sugerido que la aparición del género pudo ocurrir hace 33 millones de años durante el Oligoceno, aunque las especies actuales podrían haberse separado hace menos de 23 millones de años durante el Mioceno.
Esto ha sido sustentado por el registro fósil. Dos de las paleoespecies del género, Pygoscelis calderensis y P. grandis, proceden del miembro Bonebed de la Formación Bahía Inglesa en el norte de Chile, cuya edad se considera mayor a 7 millones de años (Mioceno superior). P. grandis también procede de los niveles asignados al Plioceno de la misma Formación, edad similar a la atribuida a P. tyreei descrito para Nueva Zelanda.
El registro fósil también sugiere que el género se encontraba más ampliamente distribuido durante el Neógeno, siendo evidencia de ello la presencia de P. tyreei en Nueva Zelanda (43°36′S, 173°36′E) y de las paleoespecies del norte de Chile (27°00′S, 70°45′W a 28°00', 71°00'W). 

## Especies
- Pygoscelis papua (pingüino papúa, juanito, de pico rojo o de vincha; En inglés, gentoo penguin): entre 75 y 80 cm de largo. Dorso y garganta negros. Vientre blanco. Banda blanca sobre ambos ojos que se unen en la corona. Pico rojo con margen superior negro.
- Pygoscelis antarctica (pingüino barbijo, antártico o de cara marcada; en inglés, chinstrap penguin): inconfundible. Aproximadamente 76 cm de largo. Dorso negro. Vientre y garganta blancos. Delgada línea negra que rodea la garganta (a esta característica se debe el nombre común de barbijo). Pico obscuro.
- Pygoscelis adeliae (pingüino de Adelia o de ojo blanco; en inglés, Adelie penguin): aproximadamente 70 cm de largo. Dorso y garganta negros. Vientre blanco. Anillo blanco en torno al ojo. Pico rojizo manchado de oscuro. Similar a P. papua, pero sin la mancha blanca sobre el ojo.

### Especies extintas
- Pygoscelis tyreei
- Pygoscelis calderensis
- Pygoscelis grandis